# Фрем (футбольний клуб)

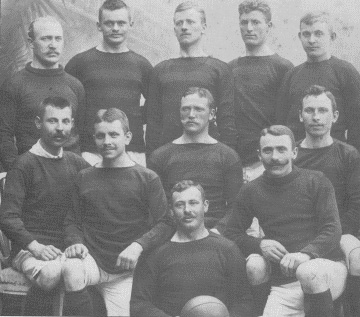
Команда «Фрем» у сезоні 1901/1902.

«Фрем» (дан. Boldklubben Frem) — данський футбольний клуб з Копенгагена.

## Історія
Заснований 17 липня 1886 року. В елітному дивізіоні данського футболу провів 52 сезони (останній — 2003/2004).
Найбільше матчів у збірній Данії провели: Паулі Йоргенсен (47), Флеммінг Альберг (33) і Софус Хансен (31). Софус Нільсен — рекордсмен національної команди за кількістю забитих голів в одному матчі (10).
Срібні олімпійські нагороди у складі національної збірної здобули: Софус Нільсен (1908, 1912),  Софус Хансен (1912). Бронзові медалі на Олімпіаді-1948 отримали: Йоханнес Плегер і Йон Хансен.

## Досягнення
- Чемпіонат Данії.

Чемпіон (6): 1923, 1931, 1933, 1936, 1941, 1944
Друге місце (9): 1930, 1935, 1937, 1938, 1948, 1958, 1966, 1967, 1976
Третє місце (6): 1934, 1955, 1957, 1968, 1971, 1992
- Кубок Данії.

Володар (2): 1956, 1978
Фіналіст (3): 1969, 1971, 1981
- Чемпіонат Копенгагена[en].

Чемпіон (3): 1904, 1923, 1933
Друге місце (8): 1906, 1908, 1910, 1911, 1918, 1922, 1929, 1937
- Кубок Копенгагена[en].

Володар (6): 1925, 1927, 1938, 1940, 1943, 1946
Фіналіст (9): 1913, 1918, 1919, 1922, 1924, 1930, 1934, 1939, 1944
- Футбольний турнір[en].

Чемпіон (1): 1902
Друге місце (3): 1899, 1901, 1903

## Виступи в єврокубках
| Сезон   | Змагання                    | Раунд |            | Клуб            | Вдома | На виїзді | В сукупності |  |
| ------- | --------------------------- | ----- | ---------- | --------------- | ----- | --------- | ------------ |  |
| 1967–68 | Кубок ярмарків              | 1Р    | Іспанія    | Атлетік Більбао | 0–1   | 2–3       | 2–4          |  |
|         |                             |       |            |                 |       |           |              |  |
| 1969–70 | Кубок володарів кубків УЄФА | 1Р    | Швейцарія  | Санкт-Галлен    | 2–1   | 0–1       | 2–2          |  |
|         |                             |       |            |                 |       |           |              |  |
| 1972–73 | Кубок УЄФА                  | 1Р    | Франція    | Сошо            | 2–1   | 3–1       | 5–2          |  |
| 1972–73 | Кубок УЄФА                  | 2Р    | Нідерланди | Твенте          | 0–5   | 0–4       | 0–9          |  |
|         |                             |       |            |                 |       |           |              |  |
| 1977–78 | Ліга Європи УЄФА            | 1Р    | Швейцарія  | Грассгоппер     | 0–2   | 1–6       | 1–8          |  |
|         |                             |       |            |                 |       |           |              |  |
| 1978–79 | Кубок володарів кубків УЄФА | 1Р    | Франція    | Нансі           | 2–0   | 0–4       | 2–4          |  |
|         |                             |       |            |                 |       |           |              |  |
| 1992–93 | Ліга Європи УЄФА            | 1Р    | Швейцарія  | Ксамакс         | 4–1   | 2–2       | 6–3          |  |
| 1992–93 | Ліга Європи УЄФА            | 2Р    | Іспанія    | Реал Сарагоса   | 0–1   | 1–5       | 1–6          |  |